# Cardinology
Cardinology je deseti studijski album Ryana Adamsa i njegov četvrti s The Cardinalsima, objavljen 28. listopada 2008. Ovaj album zaključuje Adamsov ugovor s kućom Lost Highway.
Vinilna verzija uključuje bonus 7", strip i digitalni download kod. Prvi singl s albuma, "Fix It", objavljen je na vinilu i na internetu 23. rujna 2008.

## Popis pjesama
1. "Born Into a Light" - 2:16
2. "Go Easy" - 2:56
3. "Fix It" - 3:00
4. "Magick" - 2:17
5. "Cobwebs" - 3:57
6. "Let Us Down Easy" - 4:21
7. "Crossed Out Name" - 2:44
8. "Natural Ghost" - 3:39
9. "Sink Ships" - 3:38
10. "Evergreen" - 3:36
11. "Like Yesterday" - 2:32
12. "Stop" - 5:34
13. "The Color of Pain" - 3:05 (bonus pjesma s iTunesa)
14. "Memory Lane" - 3:02 (bonus pjesma s britanskog izdanja)

## Pozicije na ljestvicama
| Zemlja     | Pozicija |
| ---------- | -------- |
| SAD        | 11       |
| UK         | 41       |
| Irska      | 52       |
| Nizozemska | 74       |
| Švedska    | 41       |